# Бій за село Кути
Бій за село Кути — бойові дії між силами польської самооборони в Кутах (тепер Кременецький район) та відділами УПА та ОУН(м) під час Волинської трагедії.

## Перебіг бою
У зв'язку з тим, що польська самооборона села Кути отримала зброю від нацистів для поборювання українських партизан та тероризувала довколишнє українське населення, було прийнято рішення про наступ на це село.
У ніч із 30 квітня на 1 травня 1943 року об'єднані підрозділи: курінь УПА під командою Івана Климишина «Крука» та сотня ОУН(м) під командуванням Миколи Недзвецького «Хрона» атакували Кути. Згідно з планом відділ «Крука» наступав з півночі, а сотня «Хрона» з півдня. Польська самооборона захищалася в мурованих будівлях у центрі села та костелі, кругом побудувавши кулеметні гнізда. 
Українські партизани не змогли здобути без важкого озброєння добре укріплених позицій, тому відступили, знищивши дерев'яні будівлі. 

### Версії
За даними одних польських джерел бій відбувся у ніч з 2 на 3 травня 1943 і в ньому загинуло щонайменше 53 поляки. Відразу ж після нападу німці евакуювали це поселення. А за іншими — у ніч з 3 на 4 травня.
Американський дослідник Тімоті Снайдер у своїй книзі «Відбудова націй» цитує звіт УПА, де написано, що село Кути було ліквідоване за співпрацю з гестапо та німецькою владою..